# ねばぎば!TOKIO
『ねばぎば!TOKIO』（ねばぎば トキオ）は、1997年10月12日から1998年9月27日までフジテレビで毎週日曜 13:30 - 14:00 (JST) に放送されたTOKIO司会のスポーツバラエティ番組。主にサッカーを取り上げていた。

## 出演者
- TOKIO （司会）
- 吉崎典子（当時フジテレビアナウンサー、アシスタント）
- 長坂哲夫（当時フジテレビアナウンサー、実況担当）
- 小TOKIO[要出典]
  - 福田悠太、ライモンド・アンドレア、服部将也、久保寺晋哉、島田淳也、東新良和、石坂晴樹[1]

## 各地の放送時間
- フジテレビ - 日曜 13:30 - 14:00
- 北海道文化放送 - 土曜 18:30 - 19:00
- 東海テレビ - 火曜 24:58 - 25:28

ほか

## スタッフ
- チーフプロデューサー：松野博文（フジテレビ）
- 技術協力：八峯テレビ、FLT、TDKコア、4-Legs
- 美術協力：フジアール
- 制作協力：D:COMPLEX
- 制作著作：フジテレビ